# جیکوب لورنس
جیکوب لورنس (به انگلیسی: Jacob Lawrence) (زاده ۷ سپتامبر ۱۹۱۷- مرگ ۹ ژوئن ۲۰۰۰)، نقاش آمریکایی بود که نام کوبیسم پویا را برای سبک کاری‌اش انتخاب کرده‌بود.
زندگی در محلهٔ هارلم که هم‌زمان بود با رنسانس هارلم و شکوفایی هنر آمریکایی‌های آفریقایی‌تبار، روی نقاشی‌های او اثر زیادی گذاشت.
آخرین کارش با نام نیویورک در گذر، اکتبر ۲۰۰۱ در ایستگاه مترو میدان تایمز نیویورک نصب شد.

## برای مطالعهٔ بیشتر
- The Phillips Collection's The Jacob and Gwendolyn Knight Lawrence Foundation website
- Interactive website about Jacob Lawrence's life and work. بایگانی‌شده  در ۱۷ ژوئن ۲۰۱۳ توسط Wayback Machine
- Columbus Museum of Art Web page about Lawrence's Interior Scene (click on picture for larger image)
- Washington's State Art Collection: The Legend of John Brown.
- The Smithsonian Archives of American Art, Jacob Lawrence And Gwendolyn Knight Papers Online.
- Jacob Lawrence's permanent artwork at Times Square-42nd Street, commissioned by Metropolitan Transportation Authority Arts for Transit.
- Lawrence's U.S. Copyright Representatives Artists Rights Society.
- Seattle Art Museum, Jacob Lawrence retrospective exhibition, Over the Line: The Art and Life of Jacob Lawrence, February 6–May 4, 2003.